# Haydn Keenan
Haydn Keenan (ur. w 1951 w Melbourne) – australijski reżyser, scenarzysta, producent oraz aktor. Jako reżyser zadebiutował w 1972 roku filmem Stephany.

## Filmografia
- Stephany, 1972 - reżyser, scenarzysta, producent
- 27A, 1974 - aktor, producent
- Grace Crowley, 1975 - producent
- Cello, 1978 - reżyser, producent
- Christina Stead, 1980 - reżyser, producent
- Going Down, 1983 - reżyser, producent
- Pandemonium, 1987 - aktor, reżyser, scenarzysta, producent
- Medivac, 1997 - reżyser
- Golden Sandals: The Art of Reg Mombassa, 2007 - reżyser, scenarzysta
- Persons of Interest, 2013 - reżyser[2]

## Nagrody i nominacje
- Wygrana - Złota Taśma -  Australijska Akademia Sztuk Filmowych i Telewizyjnych AFI/AACTA 1973 - za: Najlepszy film, za film 27A[3]